# هاتشينز غوردون بورتون
هاتشينز غوردون بورتون هو محامي وسياسي أمريكي، ولد في 1774 في فرجينيا في الولايات المتحدة، وتوفي في 21 أبريل 1836 في مقاطعة آيرديل في الولايات المتحدة. نشط حزبياً في الحزب الجمهوري الديمقراطي. وقد انتخب North Carolina Attorney General ‏ (1810 – 1816) وانتخب حاكم كارولينا الشمالية ‏ (7 ديسمبر 1824 – 8 ديسمبر 1827) وانتخب عضو مجلس النواب الأمريكي ‏ عن دائرة North Carolina's 2nd congressional district ‏ (6 ديسمبر 1819 – 23 مارس 1824).